# Zbrosławice

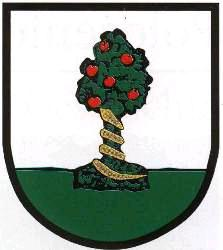
Nieoficjalny herb wsi Zbrosławice

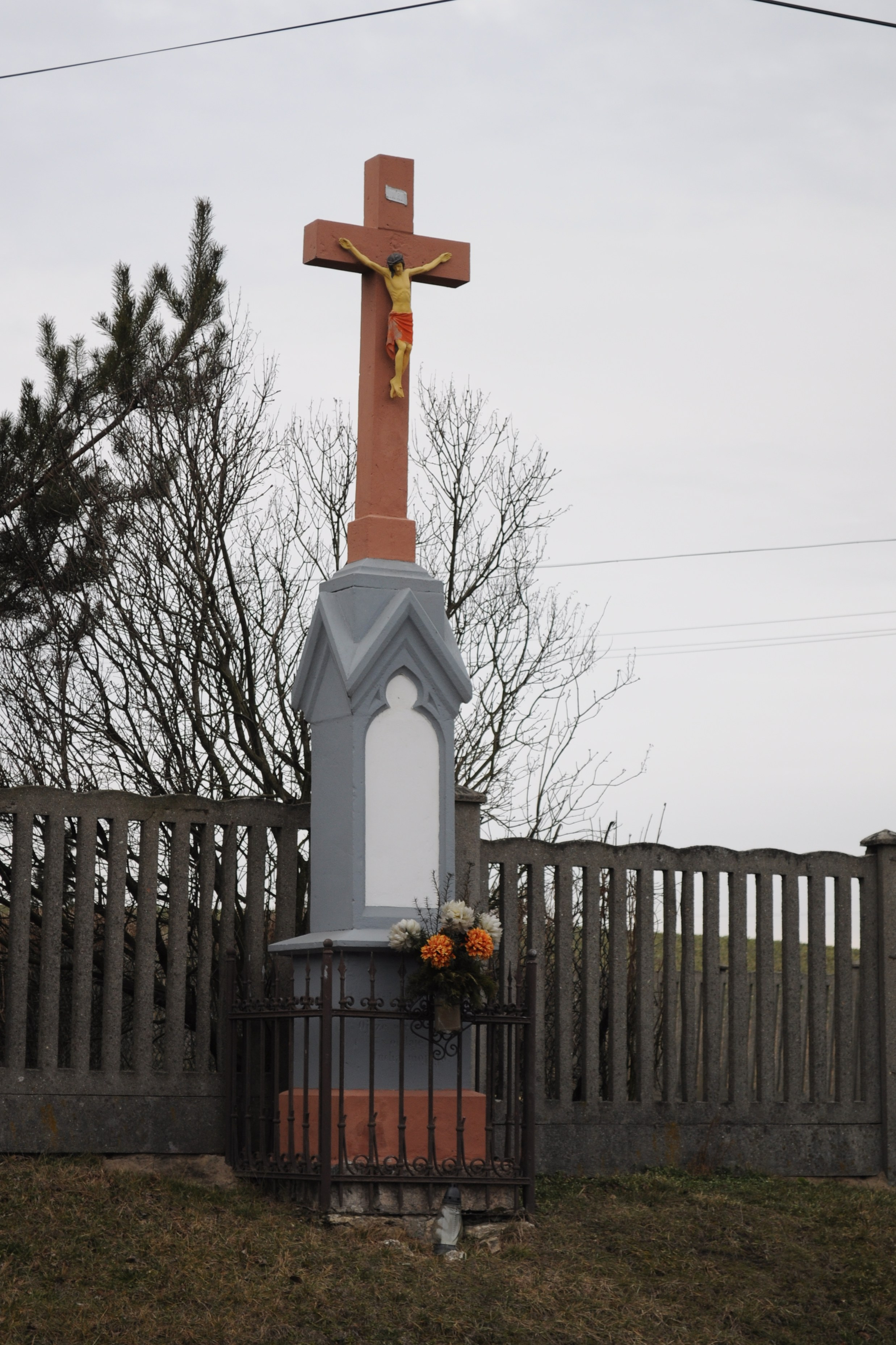
Krzyż przy ulicy Wolności w Zbrosławicach w 2011 roku

Zbrosławice (niem. Broslawitz, Dramatal-West 1936–1945) – wieś sołecka w Polsce, położona w województwie śląskim, w powiecie tarnogórskim, w gminie Zbrosławice.
Zdaniem geografa Roberta Krzysztofika, Zbrosławice miały uzyskać lokację miejską przed 1300 rokiem i zostać zdegradowane przed 1700 rokiem.

## Charakterystyka
Wieś leży w dolinie Dramy. Istniejący w Zbrosławicach mikroklimat sprzyja leczeniu chorób układu oddechowego i nerwowego. Obecnie funkcjonują we wsi: Dom Pomocy Społecznej prowadzony w Kępczowicach przez OO. Kamilianów oraz Stacja Opieki „Caritas” w Zbrosławicach.

## Nazwa
Nazwa patronimiczna powstała z nazwy osobowej (imienia) Zbrosław, z formantem -ice, oznaczającym, że jest to osada 'potomków Zbrosława' (stąd liczba mnoga).
Około 1300 roku w łacińskiej Liber fundationis episcopatus Vratislaviensis (pol. "Księga uposażeń biskupstwa wrocławskiego") miejscowość wymieniona jest jako Sbroslawitz.
W alfabetycznym spisie miejscowości na terenie Śląska wydanym w 1830 roku we Wrocławiu przez Johanna Knie miejscowość występuje pod polską nazwą Broslawice oraz nazwą zgermanizowaną Broslawitz. Topograficzny słownik Prus z 1835 roku notuje wieś pod polską nazwą Brosławice, a także niemiecką Broslawitz.
Administracja III Rzeszy połączyła z dniem 1 października 1936 gminy Zbrosławice i Ptakowice w nową gminę o nazwie Dramatal ('dolina Dramy'), likwidując jednocześnie tradycyjne nazwy polskiego pochodzenia Ptakowitz (wieś), Broslawitz (wieś) i Kempczowitz (część wsi), przy czym  wieś Zbrosławice z Kępczowicami otrzymały niemiecką nazwę Dramatal-West ('zachodnia dolina Dramy').

## Historia
Miejscowość położona na wschód od Pyskowic i na zachód od Tarnowskich Gór. Pierwotnie teren zajmowany przez obecną wieś Zbrosławice znajdował się na rubieży terytorium plemiennego Opolan, na przełomie XIII i XIV w. istniejąca już wówczas wieś rycerska leżała w kościelnym okręgu pyskowickim i kasztelanii toszeckiej, a później w księstwie toszeckim.
Zbrosławice po raz pierwszy są wymienione około 1300 roku we wspomnianej Liber fundationis Episcopatus Vratislaviensis. Wszelkie hipotezy o wcześniejszych zapisach Zbrosławic, jak np. z 1235 i 1256 r., są błędne. Niepoświadczona żadnym dokumentem jest również błędna hipoteza o nadaniu w XIII w. Zbrosławicom praw miejskich. Także układ przestrzenny wsi nie wskazuje istnienia jakichkolwiek śladów kreowania miasta. Prawdopodobnie hipoteza o rzekomej miejskości Zbrosławic powstała z nierzetelnej interpretacji zapisu w Liber fundationis Episcopatus Wratislaviensis, gdzie Zbrosławice wystąpiły w tytule okręgu wraz z parafialnymi już wówczas Pyskowicami, choć w wyszczególnieniu osad tego okręgu brak informacji o statusie miasta dla Zbrosławic, co w przypadku miast jest wyraźnie podkreślone w dokumencie.
W XIX wieku właścicielami okolicznych dóbr była rodzina Baildonów z Łubia.
Zbrosławice (wraz z Kępczowicami i Nieradą) dopiero w 1818 r. utraciły administracyjny związek z Toszkiem i Gliwicami, kiedy to zostały przyłączone do powiatu bytomskiego, a po jego podziale w 1873 r. znalazły się w powiecie tarnogórskim. W latach 1922–1945 Zbrosławice pozostawały w granicach Niemiec, wchodząc najpierw w skład resztkowego powiatu tarnogórskiego (Restkreis Tarnowitz), a następnie powiatu bytomsko-tarnogórskiego (Landkreis Beuthen-Tarnowitz, 1927–1945).

## Historyczne części Zbrosławic
Obecne Zbrosławice składają się z trzech (dawniej samodzielnych) wsi, położonych wzdłuż obecnej ul. Wolności:
- Zbrosławice (właściwe, położone na wschodzie, do ul. Szkolnej włącznie) z centrum przy kościele Wniebowzięcia NMP i pałacu;
- Kępczowice (niem. Kempczowitz; położona pośrodku dzisiejszych Zbrosławic, na zachód od ul. Szkolnej, niem. Kempczowitz) to wieś założona w wiekach średnich, prawdopodobnie starsza niż Zbrosławice. Johannes Chrząszcz datuje ją na 1256 rok jako wieś uiszczającą dziesięcinę w zbożu na rzecz proboszcza pyskowickiego. Podany przez niego rok nie jest jednak pewny. Kępczowice zostały ostatecznie wcielone do Zbrosławic w 1928 roku[13];
- Nierada (niem. Nierada; położona na zachodzie dzisiejszych Zbrosławic, między Kamieńcem a Kępczowicami – w rejonie ul. Hutniczej) należy do parafii w Kamieńcu. Została włączona do Kępczowic, a z nimi do dzisiejszych Zbrosławic.

## Zabytki
- Pałac w Zbrosławicach
- Kościół Wniebowzięcia Najświętszej Maryi Panny